# Basketbal op de Middellandse Zeespelen 1997
Basketbal is een van de sporten die beoefend werden tijdens de Middellandse Zeespelen 1997 in Bari, Italië. Er was zowel een mannen- als een vrouwentoernooi.

## Uitslagen
| Event   | Goud    | Zilver  | Brons          |
| ------- | ------- | ------- | -------------- |
| Mannen  | Spanje  | Italië  | FR Joegoslavië |
| Vrouwen | Kroatië | Turkije | Frankrijk      |

## Medaillespiegel
| Plaats | Land        | Goud | Zilver | Brons | Totaal |
| 1      | Kroatië     | 1    | 0      | 0     | 1      |
| 1      | Spanje      | 1    | 0      | 0     | 1      |
| 3      | Italië      | 0    | 1      | 0     | 1      |
| 3      | Turkije     | 0    | 1      | 0     | 1      |
| 5      | Frankrijk   | 0    | 0      | 1     | 1      |
| 5      | Joegoslavië | 0    | 0      | 1     | 1      |
| Totaal | Totaal      | 2    | 2      | 2     | 6      |

1951 · 1955 · 1959 · 1963 · 1967 · 1971 · 1975 · 1979 · 1983 · 1987 · 1991 · 1993 · 1997 · 2001 · 2005 · 2009 · 2013 · 2018 · 2022
Atletiek · Basketbal · Bocce · Boksen · Gewichtheffen · Golf · Gymnastiek · Handbal · Judo · Kanovaren · Karate · Paardensport · Roeien · Schermen · Schietsport · Schoonspringen · Tafeltennis · Tennis · Voetbal · Volleybal · Waterpolo · Wielersport · Worstelen · Zeilen · Zwemmen